# Forvis Mazars
Forvis Mazars Group SC est un groupe international et intégré spécialisé dans l'audit, l'expertise comptable, la fiscalité et le conseil aux entreprises ainsi que dans les services comptables et juridiques (dans les pays où les lois en vigueur l’autorisent). Forvis Mazars est l'un des 10 plus grands cabinets d'audit au monde.
Autrefois connu sous le nom de Mazars et Guérard, il porte depuis 1999 le seul nom Mazars. Mazars est né de la fusion des cabinets Robert Mazars et Guérard Viala en 1995. En 2024, le groupe se rapproche du cabinet américain FORVIS pour former un nouveau réseau appelé Forvis Mazars opérant sous une marque unique et comptant deux membres seulement : Forvis Mazars, LLP aux Etats-Unis, et Forvis Mazars Group SC, un partnership international intégré opérant dans plus de 100 pays.
De 33 salariés en France en 1977, l'effectif global du cabinet est aujourd'hui supérieur à plus de 40 000 professionnels présents dans plus d'une centaine de pays. Une particularité saillante de ce groupe tient à son origine française dans un marché de l'audit largement dominé par les cabinets anglo-saxons tels Deloitte, Ernst & Young, KPMG et PricewaterhouseCoopers. Forvis Mazars occupe en Europe la cinquième place derrière ces derniers, communément appelés les « Big Four ».

## Histoire
En 1945, Robert Mazars crée le cabinet qui porte son nom à Rouen, au no 2bis rue d'Harcourt puis au no 21bis rue de Buffon.
En 1970, Mazars ouvre un bureau à Paris. En 1971, Mazars entame son développement international, et ouvre des bureaux en Allemagne et en Espagne. En 1983, Robert Mazars prend sa retraite et revend son cabinet à ses associés.
En 1995, Mazars choisit de devenir une organisation intégrée et fusionne avec un cabinet de taille équivalente : le cabinet Guérard Viala. En 1998, Mazars fusionne avec le cabinet britannique Neville Russell, l’un des leaders indépendants de l’audit aux États-Unis.
En 2000, Mazars se développe aux Pays-Bas, et acquiert le cabinet Paardekooper & Hoffman, classé au 7e rang des firmes d’audit néerlandaises. L’organisation signe également des accords d’alliance avec trois cabinets indépendants aux États-Unis. En 2005, Mazars poursuit son développement international. Le partenariat intégré comprend une quarantaine de pays, auxquels s’ajoutent des accords de correspondance dans une vingtaine de pays. En 2006, le groupe se développe en Égypte, en Inde et au Venezuela. Mazars poursuit également son développement au Brésil et au Mexique. En 2007, Mazars renforce de même ses positions en Allemagne et au Royaume-Uni. L’organisation est également membre fondateur de l’alliance internationale Praxity. En 2009, au total, Mazars est présent en direct dans cinquante-six pays et a signé des accords de coentreprise – en Suède, par exemple – et de correspondance, dans dix pays supplémentaires. En 2010, Mazars poursuit son expansion internationale en se rapprochant du cabinet américain Weiser.
En 2016, Mazars annonce l'intégration du cabinet chinois ZhongShen ZhongHuan. Au 1er janvier, le partnership du Groupe Mazars s’étend dans 77 pays et 17 000 collaborateurs travaillent pour Mazars. En 2017, Mazars acquiert Zettafox, une startup française d’analyse de données prescriptive, et annonce la création de son Lab afin d'accélérer la transformation interne de ses métiers et l’enrichissement de ses offres.
En 2020, Mazars compte 24 400 professionnels auxquels s’ajoutent 16 000 professionnels via Mazars North America Alliance ; et est présent dans 91 pays.
En 2024, Mazars se rapproche du cabinet américain Forvis pour former un nouveau réseau appelé Forvis Mazars.

## Dirigeants du groupe
- 1945-1983 : Robert Mazars, fondateur
- 1983-2011 : Patrick de Cambourg, actuellement président d'honneur
- 2011-2018 : Philippe Castagnac, actuellement président d'honneur
- 2018-2025 : Hervé Hélias, CEO
- Depuis 2025 : Hervé Hélias est reconduit en tant que Président du Group Governing Board et Pascal Jauffret est élu CEO du Group Executive Committee[9].